# Iuleus
Iuleus war ein antiker römischer Toreut (Metallbildner), der in der zweiten Hälfte des 1. oder der ersten Hälfte des 2. Jahrhunderts möglicherweise in Gallien tätig war.
Iuleus ist heute nur noch aufgrund eines erhaltenen Signaturstempels auf einer Kasserolle aus Bronze bekannt. Diese wurde in Brundon, Suffolk, England gefunden. Heute gehört das Stück zur Sammlung der Art Gallery Bury St Edmunds.